# Ian Gaynair
Ian Elvis Gaynair (ur. 26 lutego 1986) – belizeński piłkarz występujący na pozycji obrońcy, obecnie zawodnik Belmopan Bandits.

## Kariera klubowa
Gaynair rozpoczynał swoją karierę piłkarską w drugoligowym klubie Kremandala Lake United, skąd przeniósł się później do FC Belize z siedzibą w mieście Belize City. W sezonie 2006/2007 wywalczył z nim premierowe zarówno w swojej karierze, jak i w historii zespołu mistrzostwo kraju. Sukces ten powtórzył również pół roku później, w rozgrywkach 2007. Szybko wywalczył sobie pewne miejsce w defensywie FC Belize i został mianowany na kapitana drużyny. Ostatni sukces w jej barwach, w postaci tytułu wicemistrzowskiego, osiągnął w jesiennym sezonie 2009. W późniejszym czasie występował także w klubie R.G. City Boys United, grającym w Super League of Belize, rozgrywkach niezrzeszonych w Belizeńskim Związki Piłki Nożnej. W sezonie 2011 wraz z United wywalczył wicemistrzostwo tej ligi.
W 2012 roku Gaynair został zawodnikiem stołecznego zespołu Belmopan Bandits. W jesiennym turnieju otwarcia rozgrywek 2012/2013 zdobył z nim trzecie już w swojej karierze mistrzostwo Belize.

## Kariera reprezentacyjna
W 2007 roku Gaynair został powołany przez brazylijskiego selekcjonera Antonio Carlosa Vieirę na Puchar Narodów UNCAF. Właśnie na tym turnieju, 12 lutego w przegranym 2:4 meczu fazy grupowej z Nikaraguą, zadebiutował w seniorskiej reprezentacji Belize. Był to jego jedyny występ w tej edycji rozgrywek, a jego kadra odpadła z nich już w fazie grupowej, notując komplet porażek. Rozegrał także cztery mecze w ramach eliminacjach do Mistrzostw Świata 2010, na które Belizeńczycy nie zdołali się jednak zakwalifikować. W 2009 roku ponownie znalazł się w składzie na Puchar Narodów UNCAF; tym razem rozegrał wszystkie spotkania od pierwszej do ostatniej minuty, będąc podstawowym graczem zespołu, lecz jego kadra podobnie jak przed dwoma laty zakończyła swój występ na fazie grupowej.
W 2011 Gaynair wziął udział w kontynuacji Pucharu Narodów, Copa Centroamericana, gdzie zagrał w dwóch meczach, natomiast prowadzona przez honduraskiego szkoleniowca José de la Paza Herrerę reprezentacja Belize ponownie odpadła z rozgrywek już w fazie grupowej. Był również kluczowym graczem drużyny narodowej podczas nieudanych dla niej eliminacji do Mistrzostw Świata 2014, występując w nich we wszystkich ośmiu meczach w pełnym wymiarze czasowym. W 2013 roku po raz kolejny znalazł się w składzie na Copa Centroamericana. Tam rozegrał wszystkie pięć spotkań od pierwszej do ostatniej minuty, a jego reprezentacja zajęła najwyższe w historii czwarte miejsce, wygrywając przy tym swoje pierwsze spotkanie w historii swoich występów w tym turnieju. Kilka miesięcy później został powołany przez amerykańskiego trenera Iana Morka na Złoty Puchar CONCACAF. Belizeńczycy, debiutujący wówczas w tych rozgrywkach, odpadli z turnieju w fazie grupowej, natomiast on sam wystąpił we wszystkich trzech spotkaniach w pełnym wymiarze czasowym i 9 lipca, w przegranej 1:6 konfrontacji grupowej z USA, zdobył swojego pierwszego gola w reprezentacji. Było to również premierowe trafienie kadry Belize w historii jej występów na Złotym Pucharze.